# Androcalva stowardii
Androcalva stowardii är en malvaväxtart som först beskrevs av Spencer Le Marchant Moore, och fick sitt nu gällande namn av C.F.Wilkins och Whitlock. Androcalva stowardii ingår i släktet Androcalva och familjen malvaväxter. Inga underarter finns listade i Catalogue of Life.